# 丝囊

蜘蛛絲囊的圖示

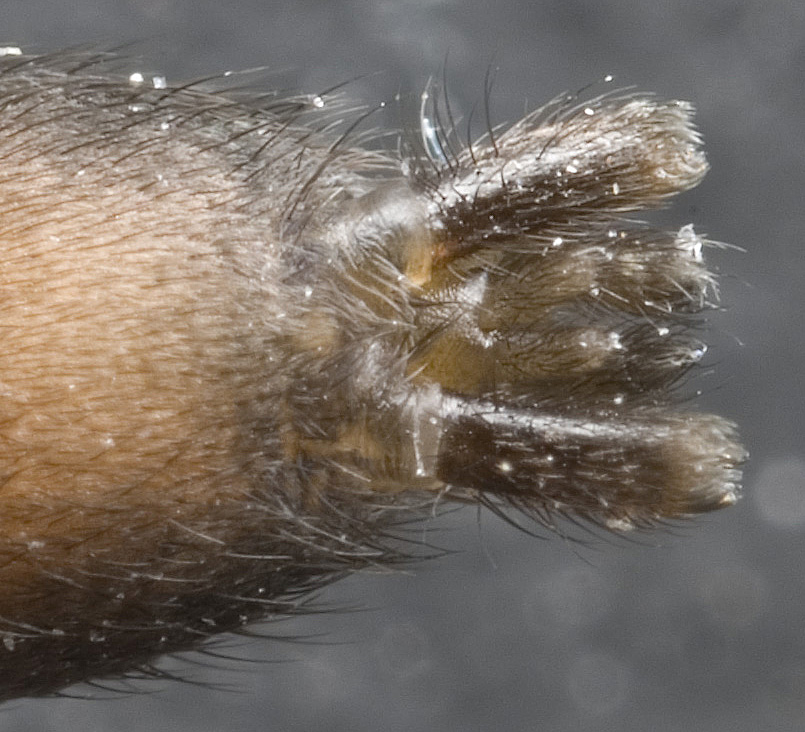
一隻平腹蛛科蜘蛛腹部的大得異常的絲囊

丝囊（英語：Spinneret），又稱作絲疣，在昆蟲幼蟲則較常稱作吐絲器，为蜘蛛腹部或一些昆蟲幼蟲的吐絲器官，其主要作用乃分泌粘而可凝成丝之液体。大多數蜘蛛有三對絲囊，也有一對、兩對或四對的情況。其中有細管與絲腺相連，絲腺分泌絲後，經過絲囊，被織拉成各種絲線。某些昆蟲的成蟲，例如纺足目生物也有絲囊。
大多數蜘蛛使用絲囊噴出的蛛絲來織網。一些昆蟲幼蟲（包括蠶）用絲囊吐出的絲線來製造繭。而足絲蟻織造絲網以防禦天敵。關於哥斯達黎加斑馬腳吐絲器官的研究顯示有可能蜘蛛的絲囊最初是用來輔助攀爬的，後來才發展出吐絲的作用。